# Xã Springdale, Quận Roberts, Nam Dakota
Xã Springdale (tiếng Anh: Springdale Township) là một xã thuộc quận Roberts, tiểu bang Nam Dakota, Hoa Kỳ. Năm 2010, dân số của xã này là 110 người.